# Phonogrammarchiv der Österreichischen Akademie der Wissenschaften
Pour les articles homonymes, voir PHA et Phonogrammarchiv.
Les Phonogrammarchiv der Österreichischen Akademie der Wissenschaften (litt. Archives de phonogrammes de l'Académie autrichienne des sciences, en français) (acronyme : PhA) sont une institution de l'Académie autrichienne des sciences ayant pour siège la ville de Vienne. Elle est fondée le 27 avril 1899 sous le nom de Wissenschaftliches Schallarchiv (litt. Archive sonore scientifique) et est la plus ancienne archive audiovisuelle au monde.

## Histoire
La création des Phonogrammarchiv est considérée comme la mise en place de la commission des archives de phonogrammes par l'Académie impériale des sciences le 27 avril 1899. Le physiologiste Siegmund Exner-Ewarten, qui devient également le premier président de la commission des Phonogrammarchiv, participa entre autres à cette création.
Depuis sa création, l'orientation scientifique et la méthode de travail du PhA ont attiré l'attention au niveau international et c'est ainsi que de nombreuses archives sonores ont été créées sur le modèle du PhA ou à la création desquelles le PhA a contribué. En 1999, les fonds historiques (1899-1950) des PhA (portraits vocaux, collections ethnologiques Pöch, Dirr, Trebitsch, Idelsohn et autres) ont été inscrits au registre mondial Mémoire du monde de l'UNESCO (patrimoine mondial de documents).
Les compétences acquises dans la collection et le traitement des supports sonores historiques, leur conservation, leur numérisation et leur préservation à long terme ont fait du PhA, au cours des dernières décennies, un institut spécialisé reconnu dans la lecture de supports sonores historiques ou endommagés et beaucoup plus tard de formats vidéo devenus obsolètes. En 2007, les Phonogrammarchiv reçoivent la plus haute distinction internationale dans le domaine de la conservation des documents, le prix Jikji de l'UNESCO.
Depuis le début des activités d'enregistrement et de collecte des PhA, de nombreuses publications ont été publiées en permanence, présentant des parties des collections ou des résultats de recherche variés sur les documents sonores et vidéo et leur contexte.